# Picea breweriana
Picea breweriana, la pícea de Brewer, es una especie de conífera perteneciente a la familia Pinaceae. 

## Distribución y hábitat
Son nativos del oeste de Norteamérica, endémicos de Montañas Klamath en el sudoeste de Oregón y noroeste de California donde crece en alturas de 1000-2700 metros.

## Descripción
Es un árbol perenne que alcanza los 20-40 metros de altura, excepcionalmente los 50 metros, y un tronco con 1.5 m de diámetro.
La corteza es delgada y de color púrpura-marrón. La corona es distinguida por sus ramas verticalmente colgantes y cada rama formando una cortina de follaje. Este follaje solo lo tienen árboles de más de 2 metros de altura. 
Las hojas semejantes a agujas tienen 15-35 mm de longitud. de color verde oscuro. Las piñas son más grandes que las de la mayoría de las especies, son cilíndricas de 8-15 cm de longitud y 3-4 cm de ancho, son de color púrpura oscuro y tornan rojo-marrón al madurar. Las semillas son negras de 3-4 mm de longitud.

## Taxonomía
Picea breweriana fue descrita por Sereno Watson y publicado en Proceedings of the American Academy of Arts and Sciences' 20: 378. 1885.
Etimología
Picea; nombre genérico que es tomado directamente del Latín pix = "brea", nombre clásico dado a un pino que producía esta sustancia
breweriana: epíteto otorgado en honor del botánico William Henry Brewer. 
Sinonimia
- Picea pendula S.Watson
- Pinus breweriana (S.Watson) Voss	[5]